# チバユウスケ
チバ ユウスケ（1968年7月10日 - 2023年11月26日）は、日本のミュージシャン、ボーカリスト、作詞家、作曲家。1991年から2003年までTHEE MICHELLE GUN ELEPHANT、2006年から2023年までThe Birthdayのボーカルとして活動した。

## 参加バンド
- THEE MICHELLE GUN ELEPHANT（1991年 - 2003年）
- ROSSO（2001年 - 2006年）
- RAVEN[注 1]（2003年）
- THE MIDWEST VIKINGS（2005年）
- Midnight Bankrobbers（2006年 - 2023年）
- Star Casino（2006年）
- The Birthday（2006年 - 2023年）
- SNAKE ON THE BEACH[注 2]（2012年 - 2023年）
- THE GOLDEN WET FINGERS[注 3]（2012年 - 2016年）

## 生涯
神奈川県藤沢市出身。幼少のころはヴァイオリン教室に通う。幼稚園から高校までエスカレーター式に、湘南学園に学ぶ。剣道部に所属し、毎朝駅のカレーうどんを食べて学校に遅刻していた。15歳 - 16歳ごろに初めてギターを手にしてからは作曲を始め、在学中にパンクロックバンド「ドランカー」を結成。「探してよ」という日本語の曲などがあり、当時から作詞をしていた。学校がバンド活動を禁止していたことなどもありステージに上がる経験はなかったが、当時から「俺は一生音楽をやっていくんだろうな」という意識があったという。

### THEE MICHELLE GUN ELEPHANT・ROSSO
1988年、一浪した後明治学院大学経済学部商学科に入学。学内のサークル「ソング・ライツ」に加入しTHEE MICHELLE GUN ELEPHANTを結成。それまでは一度もライブに出た経験がなかった。バンドメイトとして生涯共に活動していくことになるクハラカズユキらともこの頃に出会っている（大学時代に留年を経験しており、その時に本来1年後輩であるクハラと同級生になった）。卒業後も活動を継続し、1996年にメジャー・デビューを果たす。
2000年に解散したBLANKEY JET CITYの照井利幸と共に、2001年にROSSOを結成。当時としては期間限定バンドとしての意味合いが強く、THEE MICHELLE GUN ELEPHANTでの活動を主としていたため一旦活動を休止させるが、以降も照井との交流は続き、2003年初頭に照井のソロプロジェクトであるRAVENのアルバム『限りなく赤に近い黒』にゲストとして参加。同年9月1日、THEE MICHELLE GUN ELEPHANTの解散を発表し、10月11日に幕張メッセでのライブをもって解散。
解散後、イマイアキノブ、佐藤稔を迎えた形でROSSOの活動を再開。また、THE MIDWEST VIKINGSやMidnight Bankrobbersなどのグループでの活動や、ボーカリストとしての客演も行った。2006年6月にROSSOは再び活動を休止。

### The Birthday・SNAKE ON THE BEACH・THE GOLDEN WET FINGERS
ROSSOの活動休止直後、元THEE MICHELLE GUN ELEPHANTのクハラカズユキらと共にThe Birthdayを結成。2009年7月22日にTHEE MICHELLE GUN ELEPHANTのギタリストとして活動を共にしたアベフトシが急逝。7月25日に出演したフジロックフェスティバルでのライブの冒頭で「今日のライブは、俺達の大親友だったアベフトシに捧げます」と述べた。
2012年9月1日に公開の映画『I'M FLASH!』の劇中歌を、チバ、中村達也、KenKen、ヤマジカズヒデと共にバンド、I'M FLASH! BANDを結成し担当。同名の曲「I'M FLASH」はシーナ&ザ・ロケッツ（鮎川誠）の楽曲であり、カバー。また初のソロ・プロジェクト、SNAKE ON THE BEACHを始動させ、同年10月にアルバム『SNAKE ON THE BEACH』をリリース。同時進行としてこのアルバムから生まれた映画『赤い季節』が公開。劇場ではチバ、中村達也、イマイアキノブによるTHE GOLDEN WET FINGERSが出演。映画の為の結成であったが、2013年には全国ツアーを敢行。
2019年11月、自身のソロプロジェクト、SNAKE ON THE BEACHの2枚目となるアルバム、『潮騒』のリリースに合わせ、初の写真展『潮騒』を開催。

### 晩年
2023年4月24日、食道がんの治療に専念するため休養に入ることを発表。闘病中は関係者と連絡を取り合い、復帰後の活動について前向きに考えていた。周囲には「絶対に復帰する」と力強い言葉を伝えていたが、同年11月26日に55歳で死去。忌日は、当初The Birthdayが2023年秋に予定していたツアーのファイナル、Zepp DiverCityでの公演予定日であった。訃報は同年12月5日に公表された。

## 死後
2024年1月19日、Zepp DiverCityにて献花の会『 Thanks! 』が行われた。4月には休養前に録音したThe Birthdayの新曲3曲が、EP『April』としてリリースされた。
また、4月27日に開催されたARABAKI ROCK FESTにルースターズのドラマー池畑潤二が主宰するユニット「BIG BEAT CARNIVAL 〜ロックンロールの夢〜」にて元THEE MICHELLE GUN ELEPHANTのウエノコウジ、The Birthdayのメンバーが同じステージに立つ。TOSHI-LOWが、SNAKE ON THE BEACHの楽曲『星の少年』、GLIM SPANKYの松尾レミが、ROSSOの楽曲『シャロン』、細美武士が、The Birthdayの楽曲『涙がこぼれそう』、奥田民生が、THEE MICHELLE GUN ELEPHANTの楽曲『世界の終わり』を歌唱した。
9月28日、毎年猪苗代湖畔で行われる音楽フェス「オハラ☆ブレイク」が、チバへのリスペクトを込めた1日限りのフェスとして開催。The Birthdayのクハラ、ヒライに加え、元THEE MICHELLE GUN ELEPHANTのウエノコウジ、奥田民生、甲本ヒロト、吉井和哉、TOSHI‐LOW、北村匠海、サニーデイ・サービス、のんなどが出演し、各々チバの楽曲をカバーした。

## 音楽性
10代の頃に仲間から回ってきたカセット・テープでジョニー・サンダースとストレイ・キャッツに出会ったことをきっかけに、音楽にのめり込んでいった。他に敬愛するミュージシャンはドクター・フィールグッド、ザ・クラッシュ、ダムド、ザ・ローリング・ストーンズなど。日本では、ザ・ルースターズ、ザ・モッズ、BLANKEY JET CITYなど。BLANKEY JET CITYの浅井健一については、「一緒にやったことないので何とも言えないけど、適う人がいないってくらい天才。あれほどカッコいいギターを鳴らして、あそこまで歌を歌えるかって言ったら俺にはできない。ベンジー(浅井健一)の作る音は本当にすごい。俺は心にグッとくる音楽が好きで、その時の自分にとって最高到達点の表現じゃないとダメ。あの人はそういう音楽を作っていると思う」
と語っている。また、自身が愛用しているグレッチギターも浅井による影響から使用を始めた。大変なレコード収集家であり、過去にテレビ番組内でレコードを紹介するコーナーを持っていた（スペースシャワーTV「チバユウスケの塩化ビニール地獄」）。「好きになる音楽の基準は“音がカッコいいかどうか”。今とは違ってバンドが演奏している映像なんて簡単には観られない時代だったしね。聴こえてくる“音”がすべてなんだよ。」と語っている。
自身のバンドでは、ガレージロック、パンク・ロック、ブルースロック、パブロックからの影響が垣間見られる音楽を展開している。楽曲の制作に関しては特にTHEE MICHELLE GUN ELEPHANT時代、チバは作詞に専念することが多く、バンドメンバー全員でフレーズを持ち寄って楽曲の作曲・編曲をすることが多かった。THEE MICHELLE GUN ELEPHANT時代はアベフトシにギターに関するほぼ全てを任せ、自身はボーカルに専念することが多かった。ROSSOとして活動してからは多くの楽曲でギターを持つようになった。ROSSO（2期）以降はほとんどの曲でギターを弾いている。非常に強烈なしゃがれ声が特徴。
「キャンディ・ハウス」の「鳴き声のする向こう　植木を投げる」という歌詞は「猫の気をひきたくてベランダから植木を投げたら、えらい音がした」ことが由来。
The Birthdayの楽曲「12月2日」の曲名は、スタジオ入り前日の12月2日に1日で書き上げたことが由来。また、「KAMINARI TODAY」は新幹線の中で書き上げた。

## 人物
身長173cm、体重53kg。血液型A型。既婚。携帯電話を生涯所持しなかった。iPadは所持しており、インスタグラムの公式アカウントがある。嫌いな物は河童。

### 酒
大のビール好きで、缶ビールを1日1ダース飲んでいた時期があった。晩年愛飲していたのはバドワイザー。理由は「バドワイザーならスタジオで飲んでいても怒られない気がする」から。コロナ禍の風評被害でコロナビールが売れていないと知った時には、その店にあった全てのコロナビールを飲み干した。
エピソードとして、「休肝日はあるの？」と聞かれて「『やばいな』っていうときは3本だけ、みたいな」と答える、「ギターよりも酒が無い方が落ち着かない」と話す、大学時代に酒のつまみを買う金が無かったことからマクドナルドのケチャップをそのまま食べる、インタビュー中に酔っ払って寝てしまい、スタッフに起こされて開口一番「おかわり」と言う、国立競技場でサッカー観戦中に上段の客席から最下段まで転げ落ち、周りの観客が驚く中で立ち上がって友達にピースし、ビールを買いに行った、などがある。

### サッカー
サッカーの熱烈なファンで、2005年10月5日にはFC東京の非公式応援歌「VAMOS TOKYO!」をTHE MIDWEST VIKINGS名義でリリースした。また、サッカー中継のタイアップとして書き下ろされた東京スカパラダイスオーケストラの楽曲「¡Dale Dale! ～ダレ・ダレ!～ feat.チバユウスケ」の客演に、同バンドのメンバー川上つよし曰く「FC東京サポ仲間」として招かれている。

### 写真
日常的に写真撮影を行い、高コントラストなモノクロの作品を好んだ。ソロプロジェクト、SNAKE ON THE BEACHのアルバムアートワークや特典の写真集に収録されている写真は自ら撮影したもの。2019年には初の写真展を開催。2015年にはローリング・ストーン誌の創刊100周年を記念し、サインが刻印されたデジタルカメラ「ライカ D-LUX “RSJ Edition”」が発売された。

### エピソード
- パンダのシャンシャンを「家に連れて帰りたい」と語った[32]。
- エンジニアブーツを履いて高尾山に登った事が2回ある。1回は元The Birthdayのイマイアキノブと一緒であった[33]。
- 自宅の冷蔵庫の音がうるさくて半べそをかいたことがある[34]。
- 20数年間いちごは木になると思っていた[15]。
- 2003年のフジロックフェスティバルにて、自分の出番までスタッフ用の自転車を借りて、場内を散策していたところ、迷子になった。携帯電話を所持していない為、連絡が付かず「チバが出番なのに、いない！！」と、スタッフを騒がせた[35]。
- ライブ中、観客が投げたペットボトルがチバに直撃し、「物投げねぇで、お前らが飛んで来い！」と怒鳴った[36]。
- THEE MICHELLE GUN ELEPHANTのバンド名の由来や結成について聞かれると、「全員石油王の息子だった」などと毎度嘘をついていた[37]。
- コカコーラがスポンサーの番組内でのライブMCにて、「お前ら、コーラ飲んでると骨溶けるぞー！」と言った[38]。
- メジャーデビュー前、コンベンションライブ終演後の挨拶で、詰めかけた数多くの音楽関係者に「日本の音楽シーンをダメにしたのはお前らだ」と言い放った[39]。
- ツアー中、宿泊したホテルのバスタブで味噌汁を作り、以降そのホテルに泊まれなくなる[40]。

## 使用機材

### ギター

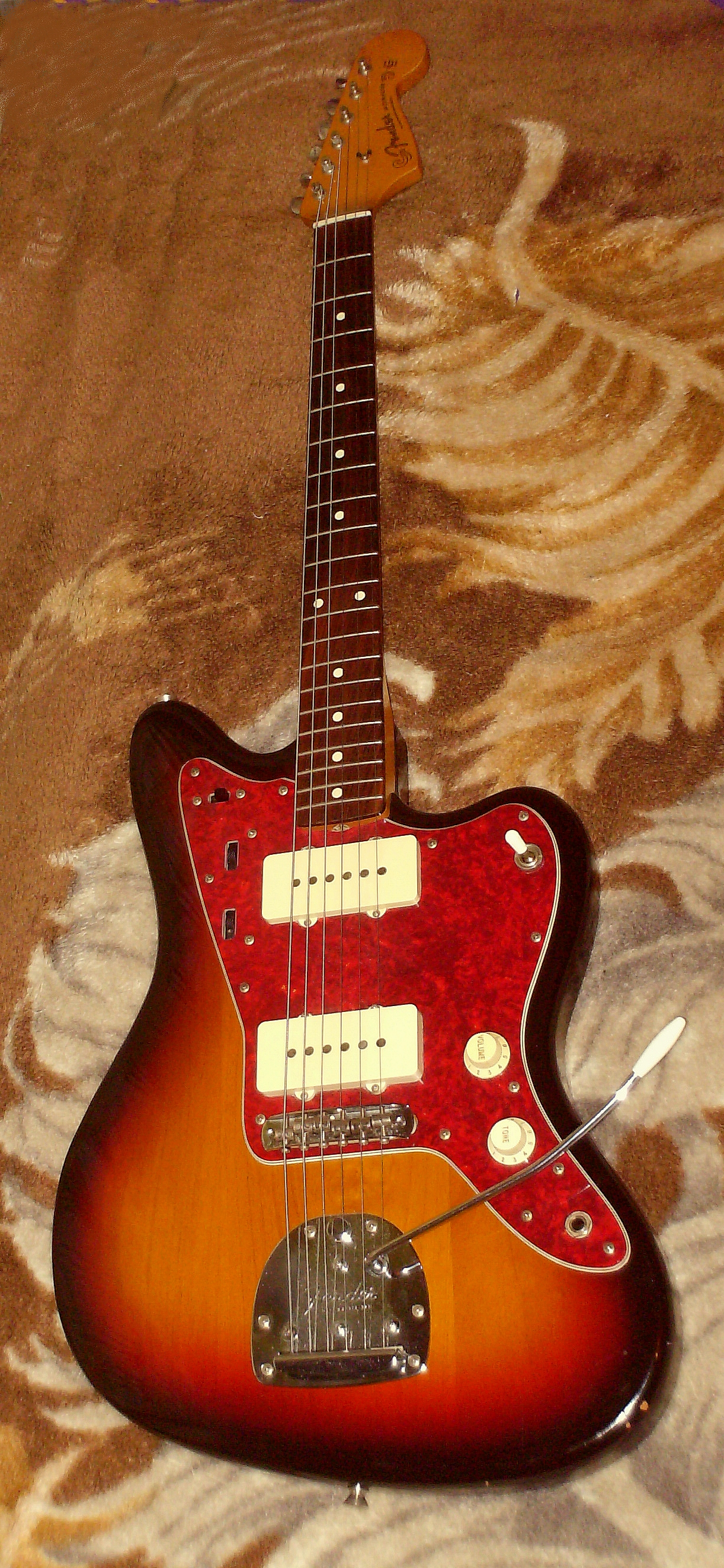
ジャズマスター

デビュー後しばらくは、イタリアのメーカー「Eko」の820、フェンダー・ジャガー、フェンダー・ジャズマスターなどを使用。
チバ本人はイマイアキノブに指摘されるまでの長い間、自分の持っているジャガーをジャズマスターと勘違いしていた。

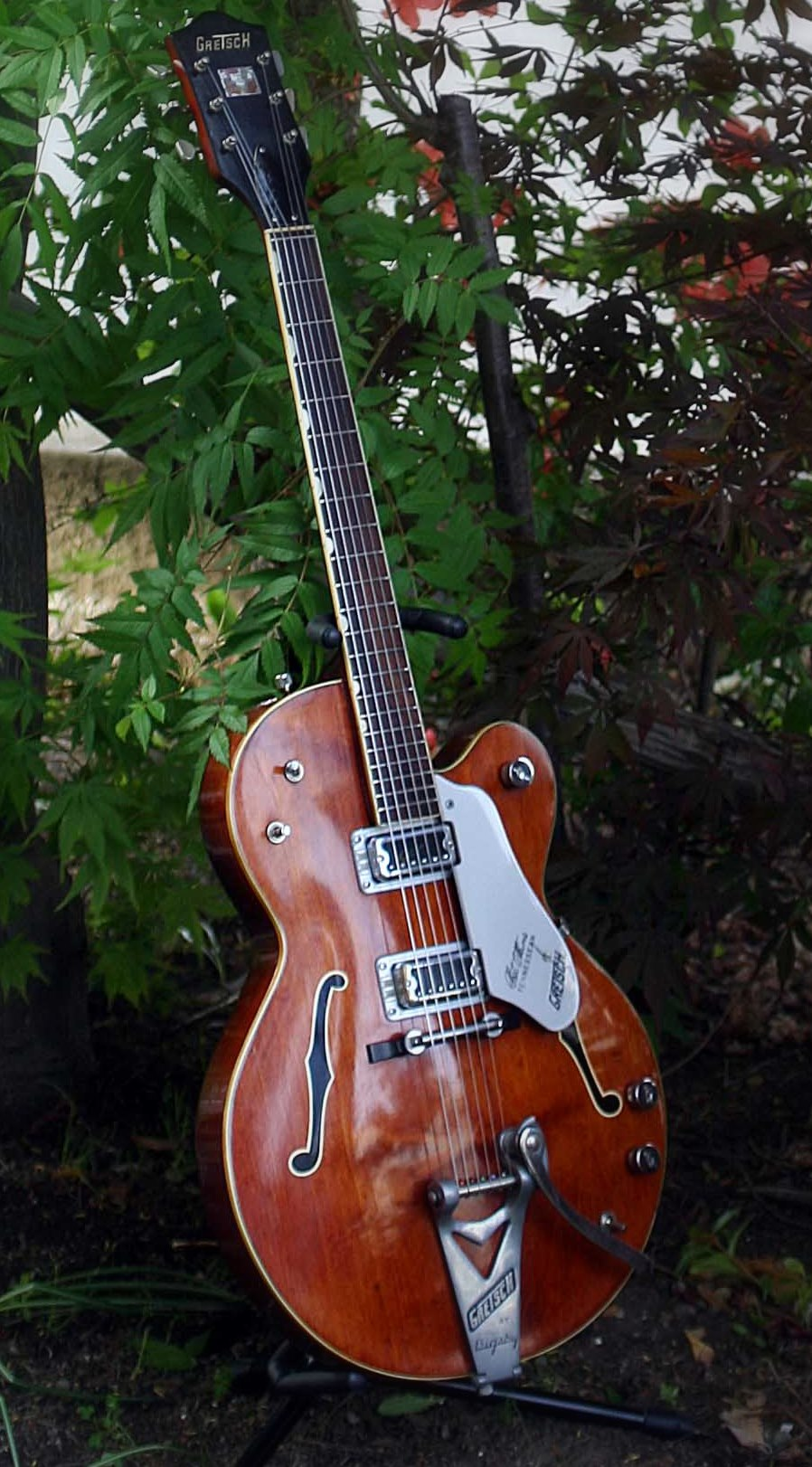
テネシアン

THEE MICHELLE GUN ELEPHANTのアベフトシに、「俺、グレッチ買おうかな」と言った所、「いいじゃん」「ギタリストがテレキャスで、ヴォーカリストがグレッチだなんて最高だ」と返されたことをきっかけに、1999年に現行製品の99年製グレッチ6119-62「テネシーローズ」を購入。
以降「テネシーローズ」、6136-1958スティーヴン・スティルス・シグネチャー「ホワイトファルコン」などを中心に、「ブラックファルコン」、6120W57エディ・コクラン・シグネチャー「ナッシュビル」、1967年製「テネシアン」や1972年製7555「クリッパー」、ギブソン・ES-335なども使用した。2018年に自身のシグネチャーモデル、グレッチ6119T-62TB-YC Yusuke Chiba「テネシーブラック」が完成してからはメインギターとして使用した。
2000年のフジロックフェスティバルで演奏後、ギターを放り投げて破壊し、修理に出す。友人のバンドのリハーサルに酔っ払って乱入し、ドラムに突っ込みギターのネックを折り、全く同じギターを中古で購入した。

### アンプ
Fender HotRod Deville410。

### エフェクター
BOSSのBD-2（Blues Driver）、ARIAのDD-X20（ディレイ）等を使用。

## ディスコグラフィ

### 参加作品
※特筆ない限りボーカルとしての参加。
| 楽曲                                                       | 発売日         | アーティスト名                 | 収録作品                                     |
| ---------------------------------------------------------- | -------------- | ------------------------------ | -------------------------------------------- |
| touch and go                                               | 2000年12月16日 | PEALOUT                        | touch and go                                 |
| カナリヤ鳴く空                                             | 2001年12月12日 | 東京スカパラダイスオーケストラ | カナリヤ鳴く空                               |
| 人と光 (feat.チバユウスケ from thee michelle gun elephant) | 2002年1月30日  | BUGY CRAXONE                   | This is NEW SUNRIZE                          |
| All Day and All of the Night                               | 2002年2月21日  | チバユウスケ with MURDER       | KINKY BOOT 〜TRIBUTE TO THE KINKS            |
| NEW RISE                                                   | 2002年4月24日  | TAXY DRIVERS                   | Tribute to THE RYDERS 「LET'S GET TOGETHER」 |
| PARADISE                                                   | 2002年4月24日  | TAXY DRIVERS                   | Tribute to THE RYDERS 「LET'S GET TOGETHER」 |
| DOWN DOWN DOWN                                             | 2003年5月28日  | CLASSIC CHIMES                 | FISHISM                                      |
| ※全曲コーラスで参加                                        | 2003年12月8日  | the 原爆オナニーズ             | PRIMAL ROCK THERAPY                          |
| 旅に出よう                                                 | 2004年3月17日  | SHIGERU FOREVER                | A.I COMPANY                                  |
| →「 RAVEN § 限り無く赤に近い黒 」を参照                    | 2004年4月21日  | RAVEN                          | 限り無く赤に近い黒                           |
| ロミオ(勝手にしやがれ+チバユウスケ)                        | 2004年7月12日  | 勝手にしやがれ                 | ロミオ                                       |
| Snowdrops feat.Yusuke Chiba                                | 2006年4月5日   | ラヴ・グローサー               | Across The Valley                            |
| 心臓                                                       | 2006年11月22日 | Midnight Bankrobbers           | TRIP IN HARD CORE                            |
| Stroll around the world                                    | 2006年         | Star Casino                    | Stroll around the world                      |
| The KKK Took My Baby Away                                  | 2007年5月23日  | DUMB                           | TRIBUTE TO THE RAMONES                       |
| I Wanna Be Sedated                                         | 2007年5月23日  | DUMB                           | TRIBUTE TO THE RAMONES                       |
| Walking On The Moon [Dub Version] feat. Yusuke Chiba       | 2007年7月4日   | Toshiyuki Goto                 | No Illusion                                  |
| 帰り道                                                     | 2007年7月25日  | Midnight Bankrobbers           | 酔いどれ詩人になるまえに                     |
| Kick Out The Jams feat. チバユウスケ                       | 2009年1月14日  | Disoscillators                 | LAST ROCKERS                                 |
| ACACIA;                                                    | 2010年6月23日  | Q;indivi                       | ACACIA;                                      |
| I'M FLASH                                                  | 2012年8月22日  | I'M FLASH! BAND                | I'M FLASH!                                   |
| 恋のサングラス                                             | 2013年10月23日 | 斉藤和義                       | 和義                                         |
| WANG DANG DOODLE                                           | 2014年10月1日  | THE PRIVATES                   | Les beat                                     |
| Brand New Cadillac                                         | 2018年10月10日 | Ken Yokoyama                   | Songs Of The Living Dead                     |
| ¡Dale Dale! 〜ダレ・ダレ！〜 feat.チバユウスケ             | 2019年11月20日 | 東京スカパラダイスオーケストラ | ツギハギカラフル                             |
| LET JERRY ROLL feat.チバユウスケ                           | 2021年9月15日  | TRI4TH                         | GIFT                                         |
| 祟り君～タタリくん〜 ※DVD特典として参加                    | 2022年1月12日  | マキシマム ザ ホルモン         | Dhurha Vs Dhurha～ヅラ対ヅラ～               |

### 提供作品
ローレン （2001年2月16日）
BULLSHITのシングル。プロデュースを担当。
nobuchikaeri （2005年12月21日）
信近エリのアルバム。M-3「SING A SONG」の作詞を担当。
honeycreeper （2007年9月26日）
PUFFYのアルバム。M-3「君とオートバイ」、M-13「アイランド」の作詞作曲を担当。
誰かが （2009年7月29日）
PUFFYのシングル。M-1「誰かが」の作詞作曲を担当。

### 出演作品
696 TRAVELING HIGH （2001年）
川村カオリ監督によるドキュメンタリー映画。

### 書籍
チバユウスケ詩集『ビート』 （2008年11月6日、FOIL刊。ISBN　978-4-902943-36-8）（復刊：2024年2月、HeHe刊。ISBN　978-4-908062-57-5）
1994年のデビューから現在までの約15年のあいだで書かれた214曲の歌詞の内、「世界の終わり」から「オリーブ」まで、自らがセレクトした125曲を収録。そのうちの半数には、詞に寄せた書き下ろしコメントを併記し、スケッチブックから転写した手書きの歌詞や、詞を作る際に描いたイラストや写真などのビジュアルも収録。
チバユウスケ詩集『モア・ビート』 （2015年9月、Hehe刊。ISBN　978-4-908062-12-4）
2008年に刊行した詩集『ビート』から7年、その後2015年までの間に制作された歌詞を自選、コメントした、待望の詩集第二弾。制作の合間に描かれたスケッチやライブ会場などで発売されているチバユウスケがデザインを手がけたTシャツも収録。
EVE OF DESTRUCTION （2022年9月、ソウ・スウィート・パブリッシング刊。ISBN　978-4-9912211-1-8）
7インチ・レコードのジャケットと同じサイズの判型の160ページの中に、250枚を超える貴重なレコードの写真を12のジャンルに分けて掲載。作品との出会いを振り返った貴重なエピソードや、バンドTシャツのコレクションの一部も特別に掲載。
別冊　音楽と人：チバユウスケ（2024年4月、音楽と人刊。雑誌JANコード 4910021620445）
雑誌『音楽と人』2024年4月号増刊。

### その他関連作品
OCCUPY produce Japan Artist Figure #2 Artist チバユウスケ
occupyプロデュースによる、高さ16cmの塩化ビニール製フィギュア。限定受注生産で2009年5月発売・発送。また、タワーレコード限定カラーモデル「チバユウスケ〈TOWER RECORDS LIMITED EDITION〉」（蓄光仕様）もタワーレコード渋谷店、新宿店と@TOWER.JP（オンライン）にて同時発売。

## 主な出演

### CM
- トヨタ自動車「GAZOO Racing」（2015年） - ナレーション[46]

- 東京海上日動「挑戦シリーズ『2016 挑戦者たちへのエール』篇」 (2016年) - ナレーション[47]